# چرتو لاتزیاله
چرتو لاتزیاله (به ایتالیایی: Cerreto Laziale) یک کومونه در ایتالیا است که در استان رم واقع شده‌است.

## خصوصیات
چرتو لاتزیاله ۱۱٫۸ کیلومترمربع مساحت و ۱٬۱۵۶ نفر جمعیت دارد و ۵۲۰ متر بالاتر از سطح دریا واقع شده‌است.

## خواهرخوانده
شهر سیوریو خواهرخواندهٔ چرتو لاتزیاله هست.